# Oporto Challenger 1992
L'Oporto Challenger 1992 è stato un torneo di tennis facente parte della categoria ATP Challenger Series nell'ambito dell'ATP Challenger Series 1992. Il torneo si è giocato nella città di Porto in Portogallo dal 20 al 26 aprile 1992 su campi in terra rossa indoor.

## Vincitori

### Singolare
José Francisco Altur ha battuto in finale  Claudio Mezzadri con il punteggio di 1–6, 7–6, 7–5

### Doppio
Carl Limberger /  Tomáš Anzari hanno battuto in finale  Brian Devening /  Bent-Ove Pedersen con il punteggio di 3–6, 6–1, 6–4